# Вишневецкий, Адам
Ада́м Алекса́ндрович Вишневе́цкий (1566 — 1622 или не ранее 22 февраля 1620 и не позднее 30 сентября 1621, Брагин) — князь, литовско-русский магнат из рода Вишневецких герба Корибут, владелец обширных земель на территории современной Украины, активный сторонник православия в Речи Посполитой.

## Пограничный конфликт с Русским государством
В конце XVI века князь Александр Вишневецкий, отец Адама, завладел обширными украинскими землями по реке Суле в Заднепровье. Польский сейм закрепил за князем Александром его приобретения на правах собственности. Занятие территорий, которые издавна тяготели к Чернигову, привело к пограничным столкновениям. Князья Вишневецкие отстроили городки Лубны и Прилуки. Адам Александрович Вишневецкий унаследовал от своего отца вместе с новопостроенными городками и вражду с Русским царством. Дело закончилось тем, что царь Борис Годунов в 1603 году приказал сжечь спорные городки Прилуки и Снетино. Люди Вишневецкого оказали сопротивление, и с обеих сторон были убитые и раненые.

## Участие в истории Лжедмитрия
Адам Вишневецкий известен тем, что именно перед ним и его родственником Константином Вишневецким (1564—1641) Григорий Отрепьев (находившийся в 1603 году на службе в поместье А. Вишневецкого в Брагине) впервые открыто заявил о себе как о спасшемся царевиче Дмитрии. Вишневецкий поддерживал Дмитрия Самозванца, вместе с К. Вишневецким опекал его, представив ко двору Сигизмунда III и устроив частную аудиенцию у короля в Кракове. Во время Смуты участвовал в походе на Москву. В мае 1606 попал в плен и был выслан в Кострому, в 1607 вернулся на родину. Вместе с православным магнатом, князем Романом Рожинским присоединился к отряду в несколько тысяч конников, который вместе с Лжедмитрием II пошёл на Москву. По прибытии в Орёл был назначен конюшим при дворе Лжедмитрия II. Однако вскоре Вишневецкий вновь вернулся домой.

## Семья
Сын князя Александра Александровича Вишневецкого (1543—1577) и Александры Капущанской (?-1603). Сестра Ева (? — 1617/1618), жена князя Петра Збаражского (ум. 1603/1604).
В 1601 г. Адам Вишневецкий женился на Александре Ходкевич, дочери гетмана инфлянтского и каштеляна виленского Яна Иеронима Ходкевича (1537—1579) и Кристины Зборовской (ум. 1588).
Дети: Кристина Вишневецкая (1602—1654), 1-й муж Николай Ежи Малинский, 2-й муж великий кравчий коронный Пётр Данилович (ум. 1645).

## В литературе и искусстве
- Адам Вишневецкий — один из персонажей трагедии А. С. Пушкина «Борис Годунов».
- Роль Адама Вишневецкого в фильме Сергея Бондарчука «Борис Годунов» (1987) сыграл Мариан Дзендзель. В одноимённом фильме Владимира Мирзоева (2011) эту роль сыграл Валентин Варецкий.